# Мехмети, Дин
Дин Мехмети (алб. Din Mehmeti; 7 мая 1929 или 1932, Джёцай — 12 ноября 2010, Джяковица) — албанский поэт из Косово. Он является одним из наиболее известных представителей современной поэзии в Косове.

## Жизнь и творчество
Родился в 1932 году в деревне Джёкай, Юник, возле Джяковы, Косово. Изучал албанский язык и литературу в Белградском университете. Позже читал лекции в педагогическом колледже Джяковы. Тогда же опубликовал ряд прозаических произведений, литературную критику и драму, однако известность ему принесла в первую очередь фигуративная поэзия, опубликованная в 15 томах между 1961 и 1999 годами.
Поэзия Мехмети является чувствительной к местным проблемам. Он опирается на многие фигуры, метафоры и символы северной албанской популярной поэзии; ими насыщена его беспокойная лирика, но она стабилизирована стоическим видением горных племён. Несмотря на светлый бриз романтизма, который веет сквозь его поэзию, как определил критик Реджеп Косья однажды, его творческое смешение фольклора остаётся сильно сплавленным с реализмом, временами ироничным, уходящим своими корнями частично в этику бунта в традиции Мигени и Эсада Мекули. Поэтическая беспокойность Мехмети, тем не менее, не сфокусирована на мессианском протесте или социальном критицизме, но на художественной креативности и индивидуальном совершенстве.